# Почётные граждане Новоуральска
Почётные граждане Новоуральска — перечень награждённых почётным званием «Почётный гражданин г. Свердловска-44», «Почётный гражданин города Новоуральска» и «Почётный гражданин Новоуральского городского округа»

## История
Звание впервые вручено в 1974 году. Звание «Почётный гражданин г. Свердловска-44» получили Кикоин Исаак Константинович, Фадеев Герман Андреевич и Джилавян Завен Сумбатович.
Звание получали один раз в два-три года (1974, 1976, 1979, 1982, 1984, 1985, 1987 гг.), затем до 1994 года звание не присваивалось, а с 1997 года присваивается по возможности ежегодно в День рождения города — 17 марта.
В 1997, 1998 и 2009 годах это звание получили по одному человеку, в 1987 и 1994 — самое большее количество человек — по пять. В 2025 году звание «Почётный гражданин Новоуральского городского округа» присвоено Кузнецову Петру Дмитриевичу и Харитоновой Валентине Ильиничне.

## Перечни
Почётные граждане Новоуральска по категории деятельности
Участники Великой Отечественной войны
- Барановский Николай Николаевич
- Боженко Сергей Дмитриевич
- Гаврилов Александр Васильевич
- Жигаловский Борис Всеволодович
- Корнилова Ольга Петровна
- Лысков Игорь Иванович
- Сивачёв Алексей Алексеевич
- Тегенцев Владимир Петрович
- Унгвицкий Евгений Александрович
- Терешко Анатолий Тихонович
- Лимаренко Иван Григорьевич

Герои Социалистического Труда
- Боженко Сергей Дмитриевич
- Зверев Александр Дмитриевич
- Савчук Андрей Иосифович
- Фадеев Герман Андреевич
- Шеенков Михаил Петрович

Лауреаты Ленинской премии
- Жигаловский Борис Всеволодович
- Зверев Александр Дмитриевич
- Израилевич Иосиф Семёнович
- Кикоин Исаак Константинович
- Савчук Андрей Иосифович
- Харитонов Пётр Петрович
- Шубин Евгений Петрович

Лауреаты Государственной премии
- Баженов Всеволод Александрович
- Жигаловский Борис Всеволодович
- Зверев Александр Дмитриевич
- Израилевич Иосиф Семёнович
- Кикоин Исаак Константинович
- Кнутарев Анатолий Петрович
- Корнилов Виталий Фёдорович
- Савчук Андрей Иосифович
- Харитонов Пётр Петрович
- Соловьёв Геннадий Сергеевич

Педагоги
- Преображенская Регина Сигизмундовна
- Сивачёв Алексей Алексеевич
- Лаврёнова Генриетта Петровна
- Семигина Надежда Васильевна
- Бушланова Светлана Серафимовна
- Терешко Анатолий Тихонович
- Нетребина Людмила Геннадьевна
- Кузнецова Валентина Владимировна[3]
- Харитонова Валентина Ильинична

Работники здравоохранения
- Корнилова Ольга Петровна
- Симакова Мария Ивановна
- Тихина Ольга Германовна
- Мосолов Александр Иванович
- Никитин Александр Васильевич[3]

Работники культуры
- Лихачёва-Кунина Ираида Дмитриевна
- Хорст Александр Георгиевич
- Скробов Игорь Трофимович
- Гаврилов Александр Васильевич

Работники Уральского электрохимического комбината
- Кикоин Исаак Константинович
- Фадеев Герман Андреевич
- Жигаловский Борис Всеволодович
- Боженко Сергей Дмитриевич
- Савчук Андрей Иосифович
- Шеенков Михаил Петрович
- Унгвицкий Евгений Александрович
- Завада Григорий Демидович
- Израилевич Иосиф Семёнович
- Корнилов Виталий Фёдорович
- Кнутарев Анатолий Петрович
- Баженов Владимир Александрович
- Харитонов Пётр Петрович
- Шубин Евгений Петрович
- Бисярин Николай Павлович
- Просвирников Юрий Степанович
- Дмитриев Юрий Николаевич
- Лобынцев Николай Яковлевич
- Соловьёв Геннадий Сергеевич
- Александров Николай Ефимович
- Сапсай Константин Григорьевич
- Раёв Вадим Васильевич

Работники строительных организаций
- Джилавян Завен Сумбатович
- Братолюбова Татьяна Игнатьевна
- Филин Виктор Николаевич
- Пятков Степан Никифорович
- Утков Владимир Михайлович
- Черепанова Екатерина Фоминична
- Боков Пётр Иванович
- Опарин Всеволод Дмитриевич
- Лысков Игорь Иванович
- Волков Вадим Григорьевич
- Кузнецов Пётр Дмитриевич

Работники Уральского автомоторного завода
- Барановский Николай Николаевич
- Фоменко Николай Михайлович

Работники администрации города
- Лившиц Бронислава Самуиловна
- Шарапов Николай Павлович
- Стенин Виктор Степанович
- Матвеев Виктор Константинович